# Börrat
Börrat ist ein Weiler im Gemeindeteil Hohenstadt von Abtsgmünd im Ostalbkreis in Baden-Württemberg.

## Beschreibung
Der Ort befindet sich etwa einen Kilometer südlich von Hohenstadt und etwa vier Kilometer westlich des Abtsgmünder Hauptortes. Naturräumlich liegt der Ort im Vorland der östlichen Schwäbischen Alb, genauer auf den Liasplatten über Rems und Lein.
Etwas südlich fließt der Sulzbach, ein Oberlauf des in die Lein mündenden Spatzenbachs.

## Geschichte
Ältere Schreibweisen des Ortes sind „Berriet“ und „Börrath“. Der Weiler wurde erstmals im Jahre 1371 erwähnt, als er von der Rechbergischen Herrschaft Heuchlingen an die Schenken von Limpurg kam. Von diesen ging der Ort 1546 an die Familie Adelmann, die 1662 die Fürstpropstei Ellwangen damit belehnte.